# 4ª Squadriglia caccia
La 4ª Squadriglia caccia fu una squadriglia del Servizio Aeronautico del Regio Esercito.

## Storia
Nasce come Sezione Aviatik di Aviano comandata dal capitano Ferruccio Coppini e il 1º dicembre 1915 diventa 4ª Squadriglia caccia spostandosi al Campo di aviazione di Verona-Tombetta con 4 Aviatik Salmson 125 hp ed altri 4 piloti tra cui il sottotenente Guido Keller futuro membro della Squadriglia degli assi.
A dicembre viene inquadrata nel III Gruppo (poi 3º Gruppo caccia terrestre) e l'11 gennaio 1916 il comando passa al cap. Fernando Sanità.
A febbraio arrivano 4 Aviatik Salmson da 140 hp oltre al Lloyd C.II atterrato intatto nel dicembre 1915.
Il 15 aprile 1916 con il cambio dei nomi delle squadriglie diventa 73ª Squadriglia Aviatik dotata di 8 piloti e 8 Aviatik.